# 生物武器

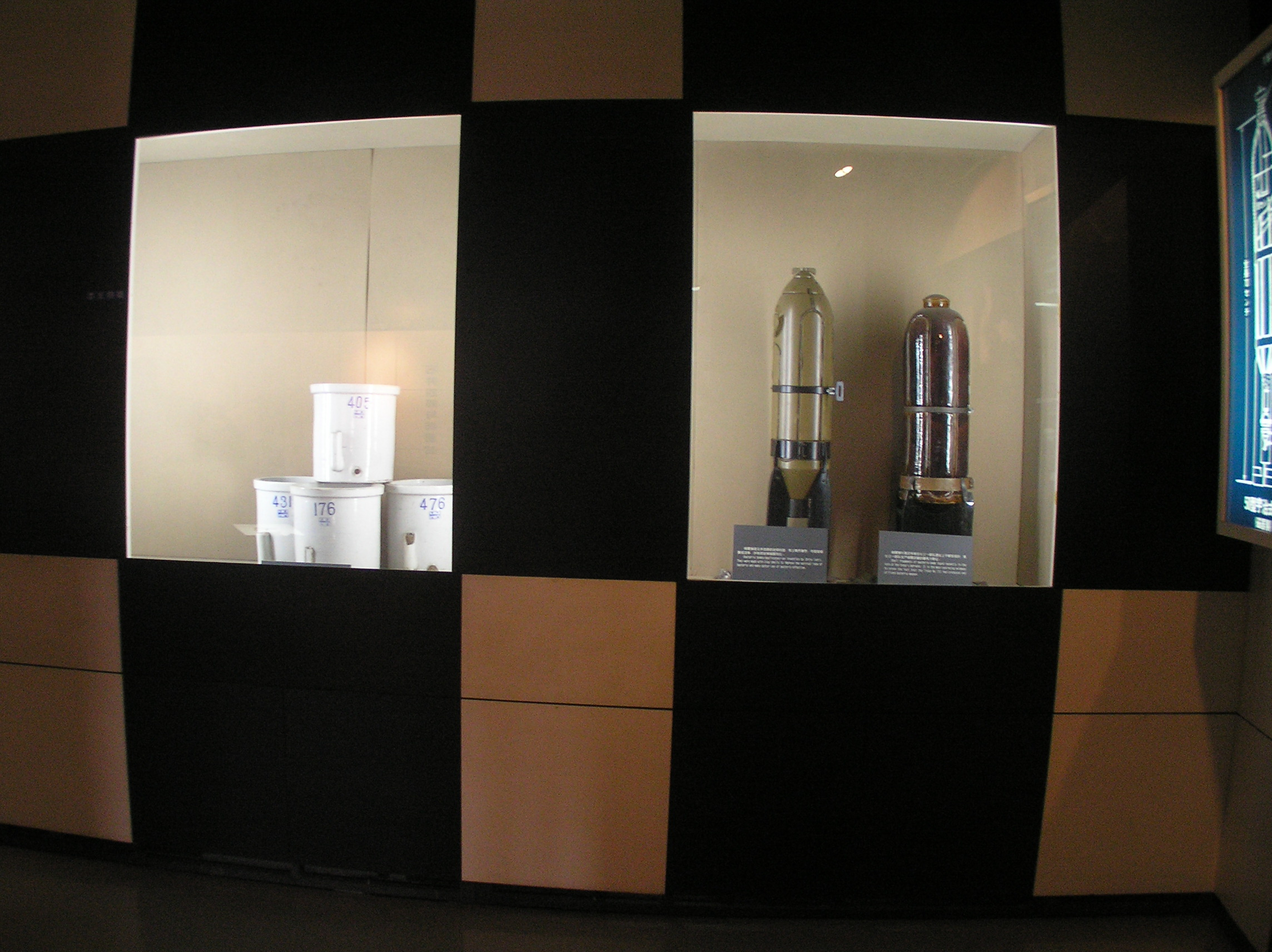
前日本陸軍731部隊在中國實際使用過細菌武器。

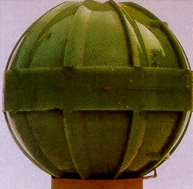
美國E120生物（细菌）炸弹

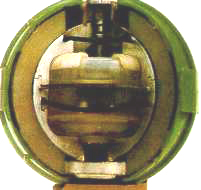
美國E120生物（细菌）炸弹剖面圖

生物武器（英語：Biological weapon），又稱生物製劑（英語：Biological agent）、生物戰劑（英語：Biological warfare agent），是指細菌、病毒、原生動物、寄生蟲、真菌，可以有目的地用作生物恐怖主義或生物戰中的武器。生物武器的施放装置包括炮弹、炸弹、火箭弹、导弹等的弹头和航空布撒箱、喷雾器、气溶胶发生器、装载媒介物（鼠、蚊、蜱等）的容器等。用生物杀死有生力量和毁坏植物的武器统称为生物武器。

## 历史
在人类战争史上，细菌武器的使用由来已久。據文献记载，最早使用细菌武器的案例系公元前1200年，赫梯人将帶菌的尸体拋射到敵方土地上。1349年，金帐汗国札尼别军队围攻克里米亚半岛上的卡法城时，由于城坚难摧，攻城部队又受到由中国向西蔓延的鼠疫大流行的影響，他们便把鼠疫病死者从城外抛到城内，结果使保卫卡法城的许多士兵和居民染上鼠疫，不得不弃城西逃。城内原有的意大利商人逃回欧洲，成为欧洲黑死病流行的源头。18世纪北美洲庞蒂克战争期间，英军司令第一代阿默斯特男爵杰弗里·阿默斯特曾下令向当地原住民赠送有天花病毒的礼物，试图通过散播病毒的方式消灭当地反抗势力，但效果不得而知。
第一次世界大战是壕沟战，部份士兵阵亡，因事先都作好预防，将兵大体搬出沟集中掩埋处理，大幅减少疫疾爆发的可能。
第二次世界大戰時日本軍曾以中國東北的平房地區作為满洲第731部隊的駐地，針對凍傷、病原體毒力回歸等課題開展一系列人體實驗，藉此改良用於侵華戰爭及其他战线的生物武器。在赤道也有731部队的热带实验所。
在2001年美國炭疽攻擊事件中，包含武器级炭疽粉剂的邮件最先抵达美国传媒公司，导致罗伯特·史蒂文斯因肺炭疽丧生。
随着微生物学和有关科学技术的发展，新的致病微生物不断被发现，可能成为生物战剂的物种也在不断增加。近些年来，人类利用微生物遗传学和遗传工程研究的成果，运用基因重组技术界限遗传物质重组，定向控制和改变微生物的性状，从而有可能获得效价更高的生物战剂。
当今生物武器的发展与使用虽已遭到大多数国家的反对，但不可否认的是，作为唯一可与核武对抗的武器、生物武器不论在量产成本上、性能上还是威慑力上都有着核武器和化学武器所不能比拟的优势，因此不能无视某些国家铤而走险，秘密进行研究开发的可能性。
2020年左右，新冠病毒开始在全球范围内大流行，与其相关的阴谋论也开始流传开来，其中不少观点认为新冠病毒是中国或美国研发的生物武器，但中美双方均予以否认。

## 基本特征
襲擊人的生物劑一般具有下列特徵：感染劑量低，毒性高；潛伏期一般較短，發病率高；具有高度傳染性；可通過多種途徑，尤其是通過呼吸道途徑致人感染或中毒；造成失能或死亡的機率高；缺乏有效的預防和治療措施，如免疫血清、疫苗或抗菌素；在環境中穩定性一般較高；(在早期)難以檢測或鑑定；易於生產和運輸。因此，已知被發展、生產、儲存或用作生物武器的病原微生物及其產物種類就成為生物恐怖襲擊的首選之物。
襲擊農業的生物劑一般具有下列特徵：一般對人體無害；潛伏期短或很長，發病率高；具有高度傳染性，在環境中穩定性高；一般可能有疫情背景，難以迅速與自然暴發的疫情區別開來；受影響的行業領域多，損失巨大。突出代表為禾柄銹菌（Puccinia graminis）。

## 种类
生物武器的核心为生物战剂。根据传染性、病原体种类等区分方法可将生物战剂划分为不同的种类。例如：
（1）按战术效果区分：
致死性战剂：指致死率在10%以上的生物战剂，例如：天花病毒、炭疽芽孢杆菌、类鼻疽假单孢菌和鹦鹉热衣原体。
失能性战剂：指致死率在10%以下的生物战剂，例如：贝纳氏立克次体（Q热）、委内瑞拉马脑炎病毒、土拉弗朗西斯杆菌（土拉杆菌病/野兔热）与布鲁氏杆菌（布氏杆菌病）。
（2）按病原微生物形态与病理区分*：
细菌类战剂：主要有炭疽芽孢杆菌、霍乱弧菌、鼠疫耶尔森氏杆菌、土拉弗朗西斯杆菌、猪布鲁氏杆菌等。
病毒类战剂：主要有天花病毒、黄热病毒、基孔肯雅病毒、登革热病毒、伊波拉病毒等。
真菌类战剂：主要有粗球孢子菌、副球孢子菌、荚膜组织胞浆菌、杜氏组织胞浆菌等。
立克次体类战剂：主要有普氏立克次体（流行性斑疹伤寒）、立氏立克次体（落基山斑疹伤寒）、贝纳氏立克次体等。
衣原体类战剂：目前所发现的具有实际军用价值的衣原体类战剂仅有鹦鹉热衣原体。
- 毒素原被视为生物战剂，现已将其划入化学战剂的范畴。

（3）按作战对象区分：
反人员战剂：以人类为主要对象的战剂，例如：炭疽芽孢杆菌、天花病毒、贝纳氏立克次体等。
反畜牧业战剂：以牲畜为主要对象的战剂，例如：非洲猪瘟病毒、口蹄疫病毒、新城疫病毒等。
反农业战剂：以农作物为主要对象的战剂，例如：稻梨孢、苛养木杆菌、致病疫霉等。

## 外部連結
- 生物武器·联合国裁军事务 （页面存档备份，存于）